# Kow Swamp
Kow Swamp ist ein Gebiet in Victoria, Australien, im zentralen Murray-River-Tal und wird von Archäologen als Sammelbezeichnung für die Überreste von mehr als 22 Menschen benutzt. Diese Menschen lebten zu unterschiedlichen Zeiten vor etwa 7.000 bis 13.000 Jahren.
Sie sind robust in ihrer Morphologie. In den frühen Arbeiten über die Überreste wurden die Schädel als „das Überleben von Eigenschaften des Homo erectus bis vor 10.000 Jahren“ (survival of Homo erectus features in Australia until as recently as 10,000 years ago) angesehen. Von anderen Wissenschaftlern wurde dem entgegengestellt, dass die Schädel im
Rahmen einer kulturellen Praxis künstlich verformt worden seien.
Die Überreste von Kow Swamp wurden von Alan Thorne wegen ihrer robusten Morphologie dem Mungo Man und der Mungo Lady gegenübergestellt, da diese grazile Eigenschaften aufweisen. Damit versuchte er die Hypothese vom multiregionalen Ursprung des modernen Menschen zu untermauern, wonach der Mensch sich in verschiedenen Erdteilen aus dem Homo erectus entwickelt habe; grazile und robuste Menschen in Australien seien demnach Nachfahren zweier verschiedener Einwanderungswellen aus verschiedenen Nachfahren des Homo erectus. Er steht damit im Widerspruch zur heute weitgehend anerkannten Out-of-Africa-Theorie der Ausbreitung des Menschen.